# Пириев, Ягуб Максим оглы
Ягуб Максим оглы Пириев (азерб. Piriyev Yaqub Maksim oğlu) — ректор Бакинского инженерного университета.

## Биография
В 1975 году окончил Московский автомобильно-дорожный государственный технический университет по специальности «автомобильные дороги».
Являлся начальником проектно-разведывательного отряда Министерства строительства и эксплуатации автомобильных дорог Азербайджанской ССР. 
В 1977-1980 годах окончил аспирантуру Московского автомобильно-дорожного государственного технического университета. В 1983 году получил степень кандидата технических наук. Тема диссертации — «Контроль прочности дорожных асфальтобетонных покрытий акустическим методом».
С 1981 по 1984 год являлся младшим научным сотрудником и преподавателем данного университета.
С 1984 по 1985 год являлся главным специалистом, руководителем группы Института «Аздорпроект» Министерства строительства и эксплуатации автомобильных дорог Азербайджанской ССР.
С 1985 по 1992 год являлся начальником кафедры Азербайджанского инженерно-строительного института.
С 1992 по 1996 год являлся преподавателем Университета Ататюрка.
С 1995 по 2013 год являлся начальником кафедры и деканом Азербайджанского университета архитектуры и строительства.
С 2013 по 2014 год являлся заместителем начальника отдела науки и высшего образования, с 2014 года также заместителем главы Аппарата Министерства науки и образования Азербайджана.
С 18 июля 2018 года являлся членом коллегии Министерства науки и образования Азербайджана.
Автор 1 изобретения (устройство для контроля качества строительных материалов), 4 нормативных документов, 4 учебников, 5 учебных пособий, более 100 научных статей в области строительства дорог и инженерии.
С 2004 года является действительным членом Международной академии транспорта.
Заслуженный учитель Азербайджана (21 апреля 2006).
Ректор Бакинского инженерного университета (с 13 сентября 2023).

## Награды
- Медаль «Прогресс» (23 июня 2021)[7]